# Ibrahim Szams ad-Din
Ibrahim Mohammad Mahdi Szams ad-Din (ur. w 1959 w Bejrucie) – niezależny polityk libański, syn byłego przewodniczącego Najwyższej Rady Szyickiej, imama Mohammada Szams ad-Dina.
Ibrahim Szams ad-Din ukończył nauki polityczne na Uniwersytecie Amerykańskiego w Bejrucie. Zasiada we władzach organizacji społecznych, religijnych i charytatywnych. W latach 1991–1996 był wiceprzewodniczącym Rady Rozwoju i Odbudowy, rządowej instytucji powołanej do odnowy infrastruktury Libanu po wojnie domowej. Natomiast od listopada 2008 do września 2009 kierował ministerstwem ds. reformy administracji w rządzie Fuada Siniory.